# 7 (album Bushido)
7 – siódmy solowy album niemieckiego rapera Bushido. Płyta uzyskała status złotej płyty. Promował ją utwór Alles Verloren.

## Lista utworów
1. „Intro”
2. „Hinter Dem Horizont”
3. „Es Kann Beginnen”
4. „So Sein Wie Sie”
5. „Heile Welt” (feat. Chakuza)
6. „Dieser Eine Wunsch”
7. „Alles Verloren”
8. „Abschaum”
9. „Zeiten Aendern Sich”
10. „Gibt Es Dich”
11. „Keine Sonne” (feat. Kay One)
12. „Wo Du Hier Gelandet Bist”
13. „Reich Mir Nicht Deine Hand”
14. „Asylantenstatus” (feat. Summer Cem)
15. „Regenbogen”
16. „Wer Ich Bin”
17. „Wahrheit” (feat. Philippe)
18. „Stadt Der Engel” (feat. Nyze)
19. „Leben Das Du Nicht Kennst”
20. „Outro”